# Јелисеј
Јелисеј или Јелисејска поља (грч. Πεδιον Ηλυσιον) је у грчкој митологији мјесто у Хаду где иду душе умрлих јунака. Они који нису били ни добри ни зли иду у Асфоделска поља, а они који су пркосили вољи богова иду у Тартар да трпе вјечне муке. Према томе, Јелисеј би одговарао хришћанском рају. Према Хомеру, Јелисеј се налазио на западном крају Земље, близу Океана.
Наводе се различити владари Јелисеја – Пиндар и Хесиод спомињу Хрона, а Хомер у Одисеји говори о Радаманту као владару Јелисеја.